# Nowopole (powiat oświęcimski)
Nowopole – osada leśna w Polsce położona w województwie małopolskim, w powiecie oświęcimskim, w gminie Chełmek.
W latach 1975–1998 miejscowość administracyjnie należała do województwa bielskiego.